# Shugsheb
Klasztor Shugsheb, także Shugsep i Shuksep (tybet. shug gseb dgon pa, chiń. 修赛寺) – największy w Tybecie żeński klasztor buddyjski. Znajduje się koło wioski Ri’a, w powiecie Qüxü, Tybetański Region Autonomiczny, Chiny, ok. 65 km na południe od Lhasy.
Shugsheb położony jest na wysokości 4450 m n.p.m. Na tym miejscu w jaskini medytowała jogini Machik Labdron. W XII wieku osiadł tutaj wybitny nauczyciel buddyzmu Gyargom Tsultrim Senge. Od XIV wieku Shugsheb stał się ważnym ośrodkiem Ningma dla mniszek. Wspólnotę mniszek odnowiła na początku XX wieku wybitna medytująca nauczycielka Ringzin Chuni Tsampo, zwana pierwszą khandro. Zmarła ona w latach 1980. w wieku przypuszczalnie około 115-120 lat. Po jej śmierci długo szukano jej inkarnacji, którą w końcu odkryto w pewnym chłopcu. Był on jednak odnaleziony zbyt późno, aby wdrożyć się w życie klasztorne i przejąć rolę khandro, dlatego żyje obecnie życiem świeckim. W 2008 r. mniszki brały czynny udział w protestach przeciwko chińskiemu panowaniu w Tybecie, co skutkowało skazaniem i zakazem powrotu do klasztoru dla 70 mniszek. 
Klasztor Shugsheb jest odizolowany, dojście do niego zapewniała do niedawna tylko stroma ścieżka, którą zaopatrzenie przewoziły osły. Zbudowano jednak ostatnio nową drogę dojazdową i doprowadzono tu linię elektryczną. Na górnej kondygnacji klasztoru znajdują się pokoje mieszkalne i medytacyjne Ringzin Chuni Tsampo. Bogato dekorowana główna sala zgromadzeń zawiera posągi wybitnych postaci szkoły Ningma. Wokół klasztoru znajdują się małe domki mniszek.